# Aradus macrosomus
Espèce
Aradus macrosomus  est une espèce éteinte d'insectes hémiptères de la famille des Aradidae, nouvellement décrite en 2014.

## Description
Un individu adulte femelle de cette espèce de blatte fossile datant de l'Éocène, a été retrouvé dans de l'ambre de la mer Baltique, en très bon état de conservation. Il mesure environ 1 cm de long et porte des antennes de 2,25 mm de long. Il a été reconnu comme appartenant à une nouvelle espèce rattachée au genre Aradus, qui compte 14 espèces déjà décrites, par Ernst Heiss, entomologiste autrichien, spécialiste mondial de ce genre.

## Étymologie
L'épithète spécifique macrosomus, formée sur deux racines grecques, « macros », grand, et « soma », corps, se réfère à la taille inhabituellement grande de cet insecte.  